# Pur Week-end
Pour plus de détails, voir Fiche technique et Distribution.
Pur Week-end est un film français réalisé par Olivier Doran, sorti en 2007.

## Synopsis
Votre meilleur ami ne veut pas retourner en prison, vous le livrez quand même ? C'est face à ce dilemme que vont se retrouver sept amis d'enfance, qui ne se doutaient pas que leur sympathique randonnée annuelle au sommet de l'Iseran allait se transformer, cette fois-ci, en une improbable cavale, avec toutes les polices de France à leurs trousses. Histoire de vérifier si, avec le temps, l'amitié peut résister à la tentation du « chacun pour soi ».

## Fiche technique
- Titre : Pur Week-end
- Réalisation : Olivier Doran
- Scénario : Alain Attal, Olivier Doran et Philippe Lefebvre
- Photographie : Christophe Offenstein
- Montage : Emmanuelle Baude
- Décors : Denis Hager
- Costumes : Claire Lacaze et Marie-Laure Lasson
- Producteur : Alain Attal
- Société de production : Les Productions du Trésor, en association avec la SOFICA Cinémage 1
- Société de distribution : Wild Bunch Distribution (France)
- Pays d'origine :  France
- Langue : français
- Genre : comédie policière
- Durée : 90 minutes
- Sortie :
  -  France : 18 janvier 2007 (Festival international du film de comédie de l'Alpe d'Huez) ; 1er mai 2007 (en salles)

## Distribution
Sauf indication contraire, les informations mentionnées dans cette section peuvent être confirmées par la base de données cinématographiques IMDb,  présente dans la section « Liens externes ».
- Kad Merad : Frédéric "Fred" Alvaro
- Bruno Solo : François
- Valérie Benguigui : Véronique "Véro" Alvaro
- Philippe Lefebvre : Alex
- Jean-Noël Brouté : Sam
- Anne Marivin : Sarah
- Arnaud Henriet : David Watteau
- François Berléand : commandant Papan
- Alexandra Mercouroff : capitaine Maugrion
- Jean-Luc Bideau : M. Chappaz
- Didier Sidbon : Bersini
- Grégoire Oestermann : le maire
- Emmanuel Gayet : le maton
- Olivier Rosemberg : Marco
- Moana Ferré : l'hôtesse de l'air
- Camille Natta : fiancée 1 d'Alex
- Lilou Fogli : fiancée 2 d'Alex
- Xavier Recordom : pilote hélico
- Thierry Pietra : gendarme 1
- Alban Lenoir : gendarme 2
- Bernard Constant : gendarme 3
- Olivier Doran : capitaine Réveillère
- Christophe Corsand : capitaine Frau
- Ludovic Bernard : lieutenant Clerc
- Alain Azerot : le conducteur braqué
- Marc Selz : le co-détenu de Fred
- Virginia Anderson : la directrice de l'hôtel
- Candice Leclabart : la maman de François
- Elliot Jean-François : Eliott, fils de François
- Angèle Luciani : la fille de Fred et Véro
- Medhi Siboni : le fils de Fred et Véro
- Bertrand Tschaen : Fred Ado
- Christelle Da Silva : Véro ado
- Arthur Derancourt : Alex enfant
- Marlon Altiparmakian : Sam enfant
- Juliette Lembrouk : Sarah enfant
- Louis Dussol : David enfant